# Беспорядки в Ливане (2015)
Беспорядки в Ливане — возникли 22 августа 2015 года и начинались как мирные демонстрации с требованиями убрать мусор с улиц столицы.

## История
22 августа 2015 года началась мирная акция с требованием убрать мусор с улиц города, но была сорвана толпой агрессивной молодёжи, и акция превратилась в столкновения с полицией. По данным местных СМИ, в ряды демонстрантов проникли провокаторы, которые бросили несколько бутылок с зажигательной смесью в ряды стражей порядка. Кроме того, люди в масках принялись крушить витрины дорогих магазинов и торговых фирм. Представителям правопорядка не оставалось иного выбора, как пустить в ход весь арсенал спецсредств для разгона манифестации и восстановления спокойствия на улицах города. Позже полицейские и жандармы восстановили контроль над центром ливанской столицы. Площадь Риада Сольха и прилегающие к ней улицы освобождены от протестующих.
23 августа премьер-министр страны Таммам Салям заявил о намерении подать в отставку.
В этот же день жители поселения Дахр-эль-Байдар в провинции Горный Ливан перекрыли автомобильную трассу между Бейрутом и Дамаском. Автомобили двигаются только в направлении ливанской столицы. Беспорядки в Ливане начались в результате демонстраций, в ходе которых выдвигались требования отставки правительства, в первую очередь министров внутренних дел Нухада Машнука и экологии Мохамеда Машнука.
25 августа правительство Ливана во главе с премьер-министром Тамамом Салямом собралось на экстренное заседание, посвящённое проблеме утилизации отходов и массовым протестам, которые проходят в Бейруте уже несколько дней. Люди были недовольны скоплениями мусора на улицах городов, однако вскоре их акция приобрела политический характер. Теперь активисты требуют отставки правительства. Заседание правительства оказалось безрезультатным. Правительство Ливана не может прийти к единому мнению, как справиться с кризисом. И это лишь усиливает недовольство граждан.
Обстановка в Бейруте крайне накалена. В руках стражей правопорядка — щиты и дубинки, а толпа скандирует лозунги и осыпает полицейских оскорблениями.
В акциях протеста принимают участие различные группы, в том числе «Хезболла». Но основной движущей силой демонстраций является движение, название которого с арабского можно перевести как «Вы смердите», — говорят протестующие. В ближайшие дни к протестам должны присоединиться новые группы. Например, «Молодёжь против режима».
26 августа митингующие у здания правительства в Бейруте вступили в противостояние с силами полиции, в результате были задержаны более 40 человек. Ещё несколько десятков были госпитализированы. Всего в акции приняли участие несколько сотен человек. Для разгона протестующих полиции пришлось применить слезоточивый газ, водомёты, резиновые пули.
Ливанский кабинет министров не пришел к единому мнению, как решить проблему уборки мусора, заполонившего улицы столицы, города Бейрут. По мнению ливанского премьера Таммама Салама, предлагаемые подрядчиками высокие цены на свои услуги бюджет страны осилить не сможет. Шесть министров кабмина, поддерживаемые группировкой «Хезболла», готовы уйти из правительства. Проблема возникла месяц назад после того как была закрыта главная свалка Бейрута. В летнюю жару груды мусора гнили прямо на улицах города или сжигались жителями. В результате сильный запах заполонил практически весь город. Местное население возмущено неспособностью властей решить проблему неубранного мусора. Ситуация с мусором стала вершиной проявления общего политического кризиса в стране. Власти Ливана не принимают решения с тех пор, как больше года тому назад парламент не смог избрать президента.
29 августа протестующие вновь собрались на главной площади Бейрута, и требуют немедленного ухода в отставку правительства Тамама Саляма. Участники митинга: активисты гражданских обществ и молодёжных союзов. Поводы для массового недовольства те же: прежде всего неспособность властей наладить уборку и утилизацию мусора. Эта проблема в условиях 40-градусной жары поставила столицу Ливана на грань экологической катастрофы. Вдобавок постоянные перебои с электроснабжением и рост цен. Людей также раздражает то, что политики не могут договориться о фигуре будущего президента Ливана или новом избирательном законе, чтобы провести выборы в парламент. Без президента страна живёт с мая прошлого года. Акции в Бейруте идут уже неделю.